# Чорнушка польова
{{#ifeq:0|0|{{#if:|{{#if:Nigellaarvensis|[[]}}|}}}}
Чорнушка польова (Nigella arvensis) — вид квіткових рослин родини жовтецеві (Ranunculaceae). 

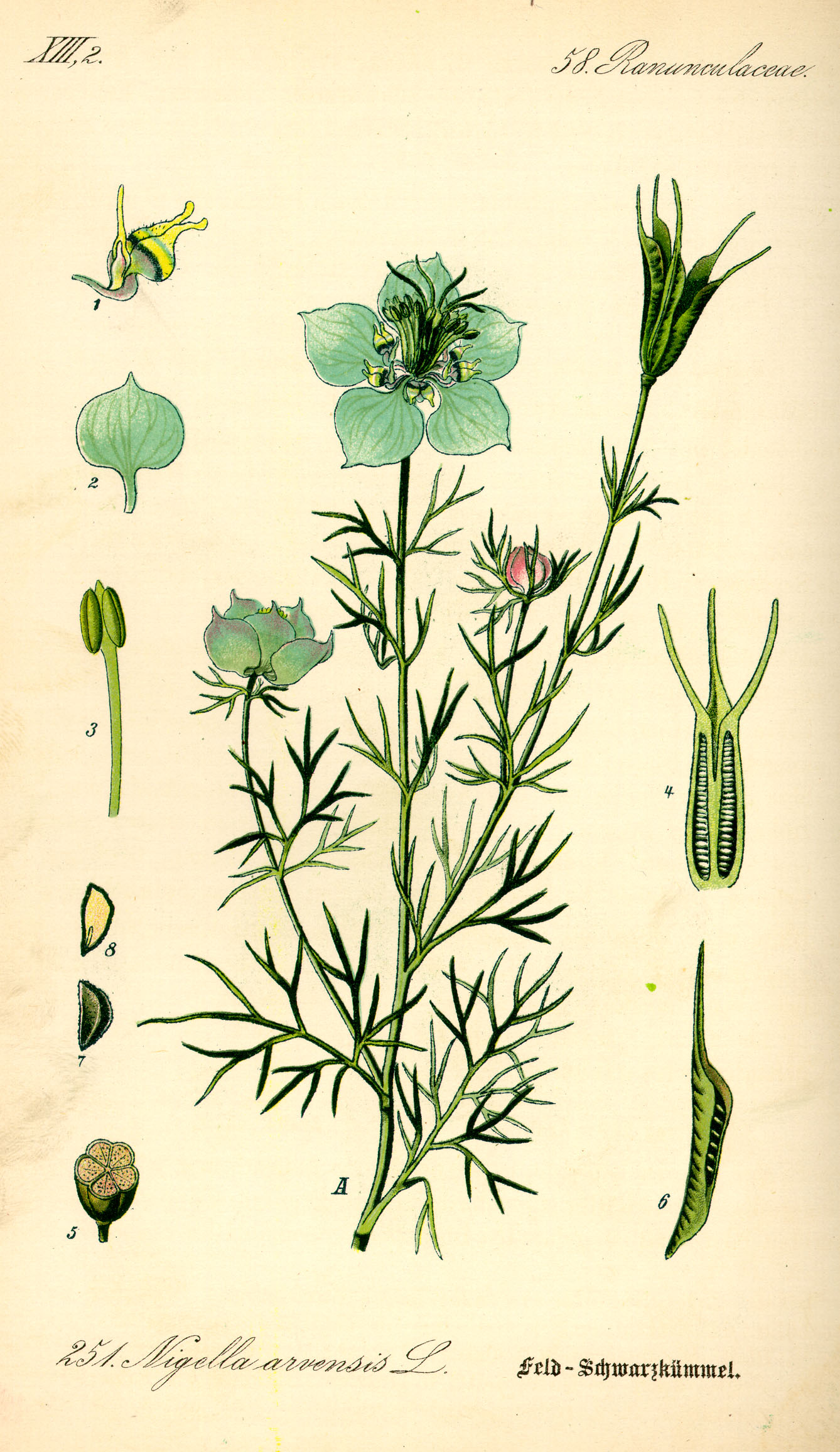

Її вирощують як пряну рослину. Її насіння, яке називають «чорнушки», домішують до хліба, квашеної капусти, солоних огірків, щоб надати їй приємного запаху. Походить із Середземномор'я. В Україні зрідка зустрічається здичавіло.

## Опис
Стебло прямостояче, розгалужене, ребристе, заввишки 20-50 см, сизо-зелене, більш-менш гіллясте.
Листя завдовжки 2-4 см, двічі-тричі перисторозсічені на вузьколінійні часточки.
Квітки великі; чашолистки округло-оберненояйцеподібні, завдовжки 1,5-2 см, з виступаючими жилками; пелюстки-нектарники дрібні, на коротких ніжках, з двугубою пластинкою, світло-блакитні або світло-сині, потім зеленіють. Формула квітки: {\displaystyle \ast K_{5}\;C_{5-8}\;A_{\infty }\;G_{2-10}}
Плід — довгаста листянка з трьома жилками по всій довжині. Насіння тригранне, чорне, матове, зморшкувато-горбкувате.
Цвіте у червні-липні. Плоди дозрівають у серпні.